# 葉夫根·塞林
耶夫恩·塞林（Yevhen Selin，1988年5月9日—）是烏克蘭的一位足球運動員。在場上司職後衛。他於2019年開始效力于塞浦路斯甲組足球聯賽球隊安羅科薩斯法馬古斯塔足球會。他也代表烏克蘭國家隊參賽。